# Serpent Music
Serpent Music è il secondo album in studio del musicista statunitense Yves Tumor, pubblicato nel 2016 dalla PAN.

## Composizione e pubblicazione
Serpent Music venne registrato in un periodo di tre anni tra Miami, Lipsia, Los Angeles e Berlino ed era originariamente intitolato God Fearing. L'album trae ispirazione da alcune esperienze personali vissute da Tumor, da alcune tematiche spirituali e dal soul di matrice Motown che il padre dell'artista era solito suonare. Tumor preferì non pubblicare Serpent Music su Bandcamp. Il fondatore della PAN Bill Kouligas elogiò l'album prima che venisse terminato. Successivamente, Serpent Music venne pubblicato da quell'etichetta.

L'album è un collage impressionistico ove fanno capolino strumenti musicali, campionamenti, e registrazioni su campo. Oltre al soul, il disco attinge da ambient, pop, musica da club, psichedelia, e rumorismo. Eden Tizard di Quietus ritiene che la caratteristica distintiva di Serpent Music sia la "giustapposizione". Nella sua recensione dell'album dichiara anche che "fonde idee apparentemente incompatibili: per un minuto si può sentire del noise stridente, e quello dopo si approda a un disteso soul digitale". Nel suo articolo, Andy Beta di Pitchfork mette a confronto lo stile di Serpent Music con quello di James Ferraro e Dean Blunt e ritiene che "(a differenza di Ferraro e Blunt) Tumor predilige i loop misteriosi, e la musica soul rifratta attraverso una commozione cerebrale e spugnoso noise." Il comunicato stampa riportava che Serpent Music era stato concepito per essere un disco soul. Tumor asserì:

## Accoglienza
| Recensione       | Giudizio |
| ---------------- | -------- |
| Metacritic       | 77/100   |
| Pitchfork        |          |
| Resident Advisor |          |
| Tiny Mix Tapes   |          |

Metacritic assegna a Serpent Music una valutazione di 77/100 composta dalla media di sei giudizi diversi, e riporta che esso ha ottenuto "recensioni perlopiù favorevoli". Il critico di Pitchfork Andy Beta dichiara che "nonostante i suoi difetti, le registrazioni sul campo di Yves Tumor riescono a conferirgli delle atmosfere ambulatoriali". Secondo Beta, "vagabondare in questa musica conduce a volte l'ascoltatore in vicoli ciechi e percorsi incompleti, ma altre volte gli permette di perdersi in uno strano paesaggio urbano dove si alternano infiniti blocchi grigi e temporanei e bellissimi luccichii". Angus Finlayson di Resident Advisor sostiene che grazie alle sue chitarre lussureggianti, i loop di batteria logori e il suo falsetto celeste (di Tumor), quella di Serpent Music è la musica più nuda e tenera finora realizzata dall'artista"; Finlayson riporta anche che "l'album può sembrare in un primo momento innocuo, ma se lo ascolti con maggiore attenzione, ti rendi conto in cosa ti sei andato a cacciare." Rafael Lubner di Tiny Mix Tapes definisce l'album "uno studio dissestato sulle polarità aggregate" in cui i brani "parlando tanto in termini formali quanto in quelli emotivi, non sono mai riducibili al singolare [forma sonora]." Recensendo per The Quietus, Eden Tizard riporta che "giocando con i temi emotivi dell'isolazionismo, della perdita e della spiritualità in contrasto con le prospettive fisse delle religioni, l'album riesce in qualche modo a bilanciare l'emozione diretta con ciò che è torpido e indefinibile."
Serpent Music venne inserito alla posizione numero 13 nell'elenco dei "33 migliori album del 2016" di Noisey. Michelle Lhooq dichiara che la musica di Serpent Music è "strisciante e complessa come l'artista che l'ha creata. Le tracce si dispiegano su sé stesse più volte, ma il risultato è davvero commovente. Sembra di dipingere un paesaggio onirico con delle striature calde di pura emozione".

## Formazione
- Yves Tumor
- Ville Haimala
- Rashad Becker

## Tracce
1. Devout – 1:21
2. The Feeling When You Walk Away – 3:00
3. Dajjal – 2:57
4. Role in Creation – 2:11
5. Serpent I – 2:51
6. Serpent II – 3:12
7. Broke In – 4:30 (con Oxhy)
8. Seed – 7:18
9. Spirit in Prison – 4:06
10. Cherish – 2:53
11. Face of a Demon – 1:38
12. Perdition – 8:03